# Lista de árbitros de finais do Campeonato Europeu de Futebol
Este artigo traz uma lista com todos os nomes de árbitros de futebol que apitaram as finais dos campeonatos europeus de futebol (UEFA EURO).

## Lista de Árbitros
| Edição | Ano  | Árbitro                      | Estádio                     | Local       | Partida                                         |
| I      | 1960 | Arthur Edward Ellis          | Estádio Parc des Princes    | Paris       | União Soviética 2 x 1 Jugoslávia                |
| II     | 1964 | Arthur Holland               | Estádio Santiago Bernabéu   | Madrid      | Espanha 2 x 1 União Soviética                   |
| III    | 1968 | Gottfried Dienst             | Estádio Olímpico de Roma    | Roma        | Itália 1 x 1 Jugoslávia                         |
| III    | 1968 | José María Ortiz de Mendíbil | Estádio Olímpico de Roma    | Roma        | Itália 2 x 0 Jugoslávia                         |
| V      | 1976 | Sergio Gonella               | Estádio Estrela Vermelha    | Belgrado    | Checoslováquia (5) 2 x 2 (3) Alemanha Ocidental |
| VI     | 1980 | Nicolae Rainea               | Estádio Olímpico de Roma    | Roma        | Bélgica 1 X 2 Alemanha Ocidental                |
| VII    | 1984 | Vojtěch Christov             | Estádio Parc des Princes    | Paris       | França 2 x 0 Espanha                            |
| VIII   | 1988 | Michel Vautrot               | Estádio Olímpico de Munique | Munique     | União Soviética 0 X 2 Holanda                   |
| IX     | 1992 | Bruno Galler                 | Estádio Ullevi              | Gotemburgo  | Dinamarca 2 x 0 Alemanha                        |
| X      | 1996 | Pierluigi Pairetto           | Estádio de Wembley          | Londres     | República Checa 1 x 2 Alemanha                  |
| XI     | 2000 | Anders Frisk                 | Estádio De Kuip             | Roterdã     | França 2 x 1 Itália                             |
| XII    | 2004 | Markus Merk                  | Estádio da Luz              | Lisboa      | Portugal 0 x 1 Grécia                           |
| XIII   | 2008 | Roberto Rosetti              | Estádio Ernst-Happel        | Viena       | Alemanha 0 x 1 Espanha                          |
| XIX    | 2012 | Pedro Proença                | Estádio Olímpico de Kiev    | Kiev        | Espanha 4 x 0 Itália                            |
| XV     | 2016 | Mark Clattenburg             | Stade de France             | Saint-Denis | Portugal 1 x 0 França                           |
| XVI    | 2020 | Björn Kuipers                | Estádio de Wembley          | Londres     | Inglaterra (2) 1 x 1 (3) Itália                 |
| XVII   | 2024 | François Letexier            | Estádio Olímpico de Berlim  | Berlim      | Espanha 2 x 1 Inglaterra                        |

### Estatísticas
| País            | Finais |
| Inglaterra      | 3      |
| Itália          | 3      |
| Suiça           | 2      |
| França          | 2      |
| Alemanha        | 1      |
| Espanha         | 1      |
| Países Baixos   | 1      |
| República Checa | 1      |
| Roménia         | 1      |
| Portugal        | 1      |
| Suécia          | 1      |